# Ondata di freddo del 1929
L'ondata di freddo del 1929 e la relativa nevicata rappresentano un evento meteorologico di particolare rilevanza ed eccezionalità storica per dimensioni del fenomeno che colpì il continente europeo e l'Italia nell'inverno di quell'anno.

## Descrizione
Nel mese di febbraio di quell'anno un'ondata eccezionale di freddo investì buona parte dell'Europa e dell'Italia, coprendola di neve e gelo con un'intensità tale da essere definita la "nevicata del secolo": costituì infatti l'evento nevoso più marcato e pesante di quei tempi e fu paragonabile solo all'ondata di freddo del 1956, ed i successivi fenomeni dell'inverno 1985 i quali, sebbene non meno rilevanti, non ne eguagliarono comunque l'estensione temporale e geografica.
L'ondata di gelo cominciò a manifestarsi negli ultimi giorni del 1928 quando le temperature cominciarono a farsi sempre più rigide in tutta Europa. Il gelo protrattosi per tutto il mese di gennaio 1929 ebbe il proprio picco nella prima metà di febbraio quando in tutta Europa si registrarono copiose nevicate. 
L'origine dell'ondata di gelo, mancando dati certi relativi agli studi meteorologici del tempo, è da ricercarsi nella formazione di un nucleo di aria fredda, originatasi nell'est Europa e decorrente verso ovest. in particolare fu dovuta alla concomitanza di diverse perturbazioni di importante rilevanza, quali un inverno particolarmente rigido con una prima rilevante ondata di gelo nei primi giorni di febbraio cui ne seguì una seconda, molto più intensa: un anticiclone proveniente dall'Est europeo portò con sé nuclei di aria gelida a cui contemporaneamente si aggiunse un versante di aria fredda proveniente dal nord Europa attraverso il canale del Rodano generando un nucleo di bassa pressione stabile sull'Italia.
In Italia il freddo e la nevicata si protrasse per ben cinque giorni consecutivi, dall'11 al 14 febbraio, depositando al suolo quantità ingenti di neve:
- 30 cm a Roma
- 20 a Napoli
- 70 a Bari
- accumuli vicini al metro in alcuni tratti di coste adriatiche.[4][5][6]

L'episodio è citato nel celebre film Amarcord di Federico Fellini dove l'evento è ricordato come l'anno del nevone (l'anno della grande nevicata).